# Alphonse Gibory
Florent Auguste Pierre Alphonse Gibory est un photographe,cadreur et directeur de la photographie français, né le 2 février 1873 dans le 2e arrondissement de Paris et mort le 19 mai 1952 dans la même ville, au sein de l'Hôpital Cochin dans le 14e arrondissement.

## Biographie
Il est inhumé au cimetière de Montmartre (22e division, 7e ligne Nord, tombe n°23 depuis l'avenue Samson).

## Filmographie

### Comme directeur de la photographie
- 1920 : Tue la mort de René Navarre
- 1921 : Le Chemin d'Ernoa de René Coiffard et Louis Delluc
- 1921 : Fièvre de Louis Delluc
- 1922 : La Femme de nulle part de Louis Delluc
- 1924 : La Gitanilla d'André Hugon
- 1924 : L'Inondation de Louis Delluc
- 1924 : La Voyante de Louis Mercanton et Leon Abrams
- 1925 : La Fille de l'eau de Jean Renoir
- 1925 : Ronde de nuit de Marcel Silver
- 1926 : Le Château de la mort lente d'Émile-Bernard Donatien — film perdu —
- 1926 : Ma maison de Saint-Cloud de Jean Manoussi
- 1926 : L'Orphelin du cirque de Georges Lannes
- 1926 : La Réponse du destin d'André Hugon
- 1926 : Sa petite d'Émile Routier-Fabre
- 1926 : Simone d'Émile-Bernard Donatien
- 1927 : Le Baiser qui tue de Jean Choux
- 1927 : Catherine ou Une vie sans joie d'Albert Dieudonné et Jean Renoir
- 1927 : Florine, la fleur du Valois d'Émile-Bernard Donatien
- 1929 : La Naissance des heures d'Edmond T. Gréville
- 1930 : Illusions de Lucien Mayrargue
- 1932 : L'affaire est dans le sac de Pierre Prévert

### Comme cadreur
- 1920 : Illusions de Jean Manoussi
- 1920 : Flipotte de Jacques de Baroncelli
- 1921 : Champi-tortu de Jacques de Baroncelli
- 1921 : Le Père Goriot de Jacques de Baroncelli
- 1921 : Le Rêve de Jacques de Baroncelli
- 1922 : Roger la Honte de Jacques de Baroncelli
- 1926 : Nana de Jean Renoir
- 1934 : Madame Bovary de Jean Renoir